# 花木兰 (迪士尼)
花木兰（英語：Mulan (franchise)）是改编自虚构传奇人物的角色，亮相于华特迪士尼影业第36部动画长片《花木兰》（1998）及续集《花木兰2》（2004）。角色由女演员温明娜配音，歌唱部分则由歌手莉亞·莎隆嘉配音。花木兰由儿童读物作家罗伯特·D·圣苏西创作，改编自中国乐府诗《木兰辞》中的传奇女战士花木兰。木兰是年迈老兵膝下唯一一位孩子，她无视社會禮教與軍紀規範，女扮男裝代父從軍。
迪士尼最初想將木蘭塑造成受压迫的中国妇女，最终和一位英国王子私奔到欧洲。然而，导演托尼·班克罗夫特受到自己女儿们的幸福启发，希望将木兰打造一位独特的迪士尼女角色，即性格刚强独立，不由男性角色主宰命运。因此，木兰和李翔上尉的关系被降级为次要情节，同时強調木兰的勇气和力量，保证她是自己故事中的英雄。木兰的监督动画师马克·海恩故意将角色设计得没有之前的公主那样的女性化。
木兰的性格受到普遍的好评，评论人赞扬她的英勇气概。然而，部分评论人指责迪士尼西方化了木兰，她与李翔的浪漫关系被大量指责损害了木兰的英雄主义。溫明娜和莎隆嘉因扮演该角色，获得迪士尼传奇称号。在2020年真人同名改编电影《花木兰》中，刘亦菲扮演花木兰一角。

## 开发

### 构思和创作
按照1994年最初的设想，《花木兰》是一部动画短片，片中一位受尽苦难的中国姑娘与一名英国王子私奔到西方。在根据传统故事和民间故事开发一连串的大纲时，儿童文学作家罗伯特·D·圣苏西发现了《木兰辞》，一篇讲述把自己打扮成男性，代替患病的父亲参军的中国女性花木兰的中国古诗。圣苏西对木兰的故事十分着迷，便把这首诗推荐给了迪士尼，迪士尼随后聘用圣苏西撰写影片的大纲和剧情。
《花木兰》探讨了忠于自己的恒古主题，联合导演托尼·班克罗夫特将片中花木兰一角归纳为“一位不能帮到自己，但存在于另一个告诉她自己应该成为什么样的人的社会的姑娘。”由于《木兰辞》是深受大众喜爱、几乎家喻户晓的故事，圣苏西渴望保持角色的完整性。然而，木兰方面的剧情在创作时被赋予了一定的自由，例如角色没有征求父母的同意，便应征入伍。此外，木兰的姓也从“Hua”改为“Fa”。最终，片中木兰的真实身份被人提早发现，就在她的军队首次面对敌军后不久，而不是参战12年来一直未被战友发现，直到荣归故里。
另外，动画世界网络的安迪·克莱因（Andy Klein）指出，有别于先前的迪士尼动画长片，木兰和李翔爱情关系的发展更多地被看作子剧情，而不是传统的中心剧情。克莱因评论道：“木兰并不等待她的王子有朝一日会回来，而当他到来时，一直把她看成男人的他学会欣赏她的深厚品质，浪漫关系虽无声但变得微妙。”在整部电影中，他们一直在努力互相帮助，使自己变得更好更真实，从而发挥自己的真正潜力。

### 配音

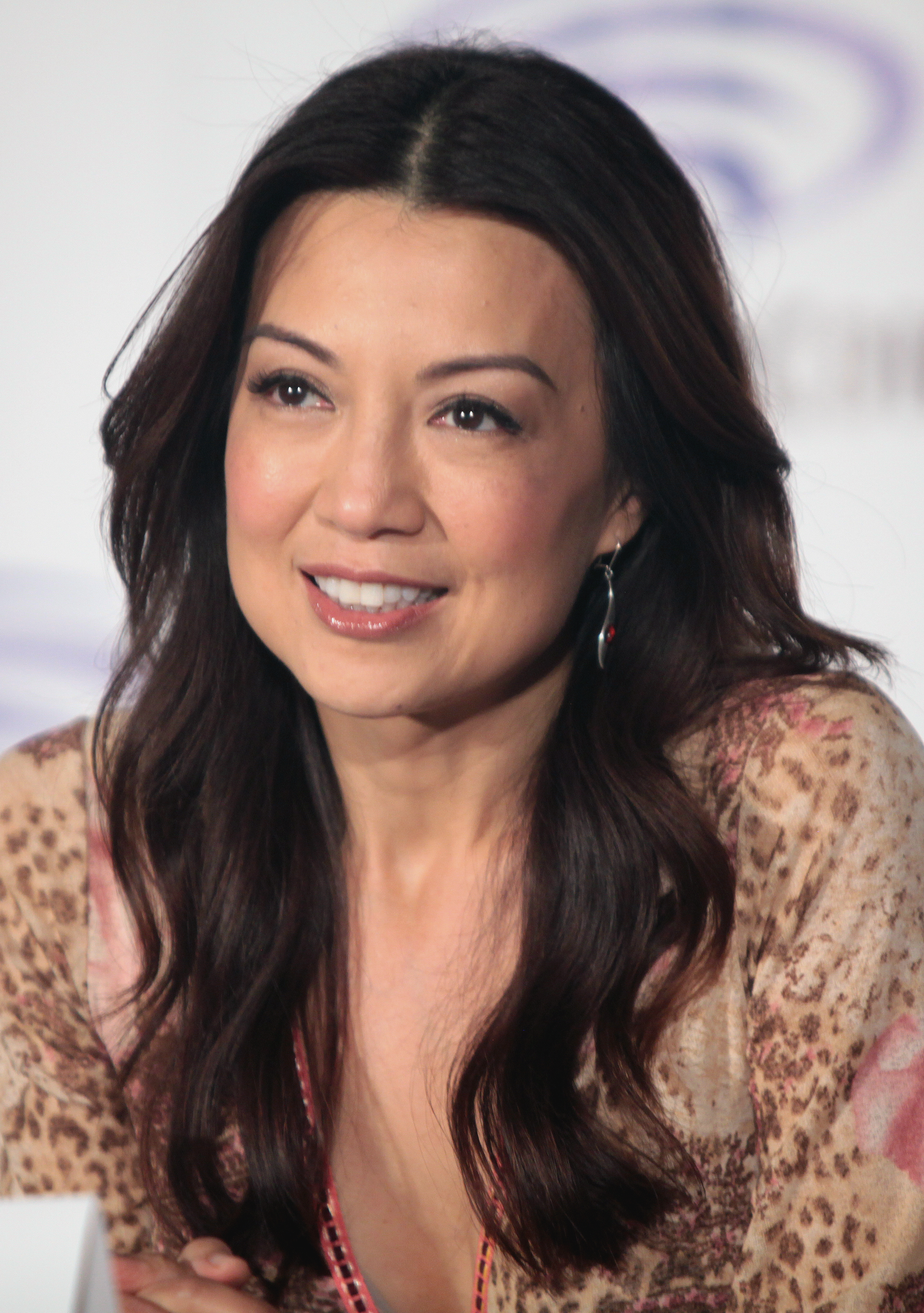
美籍华裔演员溫明娜在两部动画电影中为木兰配音。

木兰由美籍华裔演员温明娜配音。由于角色“象征（传统）中国价值观”，被刻画得“有戏剧性......和她父亲很像，非常受人尊重”，班克罗夫特认为温明娜保有最符合木兰的声线，按他的话，就是“非常中国”。温明娜在澳门出生长大，从小就听妈妈讲过花木兰的传说和《木兰辞》，因此很熟悉故事。她解释称：“我认为，每个中国孩子都伴随着这个故事长大”，同时用帕森·威姆斯创作的美国开国元勋乔治·华盛顿砍掉父亲钟爱的樱桃树的故事，来形容这首诗在中国流行的程度。
木兰是温明娜首个配音角色。在接受IGN采访时，温明娜详述了录音过程，特别指出自己被要求单独录制该角色大部分对白的事实：“我非常喜欢这个故事，很认同木兰这个角色，所以配音工作在我看来很容易。我喜欢运用自己的想象力，觉得自己重新变成了小孩，傻傻的，拿着想象的剑，骑着想象的马，跟一头想象的龙讲话。所以我觉得很有趣。”尽管如此，在整个电影中，木兰和她的守护神、一头叫木须的龙有一些亲密的场景。木须龙由美国喜剧演员艾迪·墨菲配音，但在电影制作期间，由于两人在不同的时间和地点录制各自的对白，两人从未见过面。
温明娜一接下木兰的配音工作，便立刻告诉迪士尼不能演唱角色歌曲。她对这个决定并不反感，反而打趣说“不责怪他们”。导演决定聘用菲律宾歌手、演员莉亞·莎隆嘉代表温明娜为角色的歌曲《自己》、《男子汉》和《佳人欢迎我》配唱。
根据著作《迪士尼配音演员：传记大辞典》（Disney Voice Actors: A Biographical Dictionary）作者托马斯·S·希查克（Thomas S. Hischak），莎隆嘉原本为木兰配音和配唱。然而，导演最终认为她试图用花木兰的男性化身“花平”佯装男人不太有说服力，最终用温明娜取代莎隆嘉。六年前，莎隆嘉受邀为代表美国演员琳达·拉尔金在电影《阿拉丁》中为茉莉公主配唱。在为木兰试镜时，她曾打趣问道：“为什么不让我试镜？我之前已经是个公主，还不够吗？”

### 表征和设计
影片的剧本历经多番修改和重写，自然地，木兰在片中的形象和角色也受到影响。编剧希望木兰展现出“不一样的迪士尼女英雄”形象，特别是那种“不需要皇冠，但一样优雅、坚强、勇敢”。班克罗夫特与同样参与《木兰》制作的双胞胎兄弟汤姆总共有七个女儿，进一步启发两位制片人将木兰描绘成独一无二的女英雄，“不是又一位落難少女”，倾向于把她比作“一位坚强的迪士尼女性角色，完全是自己故事的女英雄”，而不是本质上的“女性榜样”，“力量和勇气是木兰的必备特点”。在接受《基督邮报》采访时，班克罗夫特表示自己身为影片的导演，在创作《花木兰》的时候不断地想到两个小女儿的幸福，“希望打造一位人们从未见过的独特女英雄”，为他们带来“一个完全依靠自己，没有王子前来拯救的女角色”。在处理木兰区分于传统的迪士尼女英雄和王子的特点时，班克罗夫特解释称：“大多数迪士尼女英雄都有外部力量加入，帮助她们改变。木兰也一样。从电影的第一幅画面直到结尾，她的个性，她的动力都保持不变。”
视觉层面上，动画师们受到了中国和日本艺术作品的影响。以木兰为例，“角色的线条简约......类似亚洲的古典油画。”台灣画家张振益负责指导动画师，“帮助他们想出这些设计”。马克·海恩担任木兰的动画监督。在海恩看来，创作木兰男性化身“花平”这一角色是不小的挑战。为了解决这个独特的难题，海恩获得“微调她的设计的机会，好让她假扮士兵体态上与她是木兰本身时有点不同的花平。”形体上，由于芭比娃娃风格的人物不能打扮成男性顺利参军，木兰的设计所彰显的女性主义比之前的传统迪士尼动画女主角要少，特别是《风中奇缘》（1995）的宝嘉康蒂和《钟楼怪人》的艾丝美拉达。
海恩透露，他被木兰的故事深深地吸引，觉得很独特，很让人信服，从开头就被深深打动。在他看来，用动画的方式展现木兰独特的表情是一大挑战。这位动画师解释道：“如果要打造一个人类角色，我们不会在某种程度上画得很写实，它不会看起来很真实......平衡点就在于利用视觉工具寻找一种引人入胜的绘画方式，这样你就能让设计中传达你想要展现的惊人情感。”除了木兰，海恩也负责木兰老父亲花周的动画。海恩形容两个人的复杂关系是“故事的情感重心”在制作木兰和父亲共处的私密场景时，独自养大一个女儿的海恩从自己的情感和个人经历中汲取灵感。
部分影评人认为木兰是假小子。IGN的安迪·帕特里齐奥（Andy Patrizio）观察到：“在这个稍显现代化的故事中，木兰有点反叛，像个假小子。她虽然叹息于父母的愿望，但对当一个奴隶般的贤妻毫无兴趣。”乔·乔纳森（Jo Johnson）是著作《美国流行文化中的女皇第1卷：电影与》（Queers in American Popular Culture Volume 1: Film and Television）的编者之一，他写道：“不像其他迪士尼女英雄，木兰很明显是个假小子”，看她说话时露出整副牙齿就知道了。约翰逊还指出木兰的设计和性格都传统迪士尼男女主角都不同，认为她的举止笨拙别扭、肩膀宽、四肢粗壮、发辫不整齐、每天穿着宽松的衣服遮盖她的迪士尼传统细腰。另外专业分析人士也评价了木兰的智力，其中评论家多指木兰“聪明”。

## 劇情
故事始於中國邊境的萬里長城。以單于為首的匈奴攻破長城防線、入侵中國大陸的任何領地都燒殺擄掠，於是李將軍將這消息傳給皇帝希望能夠保護皇帝，皇帝要求李將軍保護他的所有子民於是命令宰相賜福要求每位家家戶戶派一名男子入隊當兵，保衛中國與全城人民的安全並將匈奴大軍擊退。
在花家中的獨生女花木蘭是位聰明伶俐、體貼父親，但有些不符傳統女性形象的女孩。由於正值等待出嫁的年紀，木蘭的母親和祖母便請媒婆為木蘭帶來良好的姻緣，於是木蘭在母親即其好友幫忙之下梳妝打扮、穿上不習慣的端莊服裝去見媒婆，希望能夠讓媒婆給自己有個好印象好讓自己能找到一位好婆家，只是一隻蟋蟀跟隨（由木蘭的祖母給的，木蘭的祖母認為蟋蟀可以帶來好運）而導致一連串意外，導致木蘭與媒婆鬧得不歡而散，也讓木蘭被媒婆大罵說為自己將來會給家族感到羞恥，在村民注視下失落地回到花家的木蘭對無法展現自己的真實表現感到很難過。在父親花弧安慰下讓她相當感到好點些。
這時宰相賜福帶著皇帝的聖旨進到村莊，宣布每個家庭必須派出一名男子當兵擊退匈奴，花家很快地就被點到徵兵令接旨，而花家唯一的男人─木蘭的父親花弧披掛上陣，由於花弧年事已高，為國家打了半輩子仗，腿部又有疾患也無法好好揮動家中的寶劍，認為父親將來從軍之途凶多吉少的木蘭請求父親別去戰場打仗，父親說保衛家園、為國捐軀是他的榮耀也是死而無憾的事，但是木蘭認為比起榮耀，性命才是比較重要，結果木蘭被父親責罵管下悲痛的衝出庭院外，等到父母熟睡后決定代替父親上戰場，木蘭在半夜向她家的列祖列宗們禱告后拿走父親的盔甲和徵兵令、在夜裡割斷長髮，木蘭打扮男裝成為士兵後代父從軍與家人不告而別。木蘭家的龍神雕像眼睛發光令木蘭的祖母醒覺得知木蘭離開家門，於事向木蘭的雙親秉告此事，木蘭的父親發先盔甲和徵兵令詔書憑空消失后發現木蘭真的離開家門，由於女人扮成男裝從軍就是欺騙軍隊的行為，一旦後曝光就會被處刑，於是木蘭的雙親與祖母知道木蘭走後便哀求花家的列祖列宗保佑木蘭，花家的祖先們得知之後，於是派出讓花家其中一位祖先遭遇不幸而被降職的守護龍木須召喚石龍找到木蘭並將她帶回來，但是木須不小心將石龍雕像給弄壞，為了挽回名譽重新獲得最高守護者地位的機會，木須決定幫木蘭成為守護中國的巾幗英雄而出發找她，而好奇的蟋蟀也隨木須。另一方面匈奴大軍首領單于帶領軍隊前往京城時毀掉一座村莊順便抓捕兩名間諜，單于要兩名間諜轉告皇帝他的大軍會將皇帝派來的的軍隊全數擊倒，單于將間諜放走同時命令一位弓兵射殺其中一人當作給皇帝的警告。
在木須的建議下，木蘭只好化名花平進入軍中的兵營，李將軍擬定戰略之後要求自己的兒子李翔校尉負責訓練這些剛被徵召來的新兵，然後率領自己的軍隊到蕭關口與匈奴開戰。李翔一系列嚴格的訓練讓新兵很吃不消，加上剛加入軍隊的阿寧、阿堯與金寶的刁難與麻煩下差點讓木蘭難以適應，讓李翔認為木蘭不配當士兵並要求她回家，但木蘭並沒有為此放棄，某一天清晨成功背著重物爬上高柱並拿下了箭矢，達成了新兵中未曾有人能達成的挑戰，讓李翔和新兵們對她刮目相看，因此受到激勵成為了一支勁旅。而阿寧、阿堯和金寶成為了木蘭在兵營中最好的朋友。在此期間，單于的獵鷹從一個蕭關口的村莊里發現了一個娃娃，這就代表李將軍的軍隊正在等待他們準備攻擊。其中一位匈奴士兵說走別條路避免被伏擊，但是單于堅持說一定要走過山村，並說把娃娃“還給”它的主人（就是要攻打蕭關口的村莊發動總攻擊）。
在李翔將部隊訓練完成時，宰相賜福認為李翔的部隊根本不是匈奴大軍的對手為此拒絕李翔出兵戰鬥，在木須和蟋蟀暗中仿造李將軍的一封軍書讓李翔出兵支援。正當李翔帶領軍隊抵達蕭關口時，不但看見村莊被摧毀與自己父親率領的部隊全軍覆沒，最重要的事父親李將軍也已經在戰場上壯烈犧牲，在哀悼父親與木蘭的安慰下後、李翔決定帶領軍隊回到京城阻止匈奴大軍侵略。木蘭在離開期間將被發現的娃娃放在李將軍的墓碑前。歸程途中木須不慎向天空發射一個火砲導致李翔軍隊行蹤暴露，大批匈奴弓兵射下漫天箭矢重創李翔的部隊，李翔的部隊救回所有火砲立刻向匈奴還擊，但匈奴立刻撤回之後沒多久由單于親自率領的騎兵大軍也傾巢而出。眼見餘下兵馬無力抗衡單于，木蘭在戰場上看到一座雪山，趕緊搶下最後一個火砲、隻身上陣並向雪山山頂開炮，製造雪崩將匈奴的千軍萬馬全數活埋。單于在被雪掩埋之前、憤怒地揮劍重創木蘭，在雪崩的侵襲下，李翔也差點摔落山谷深處，所幸得到木蘭的救助同時取得單于的佩劍做為戰利品，但木蘭卻在危機解除後因重傷而昏迷。大夫在替木蘭醫療的過程中理所當然地發現木蘭是女人身，原本賜福要以叛國罪將木蘭處刑，但李翔念在木蘭有救命之恩僅將她逐出軍隊便帶領軍隊返回京城。
木蘭在返鄉途中卻發現匈奴兵馬並沒有全滅，連同單于在內的五名餘黨不但倖存決定打算對皇帝與全城百姓不利。木蘭立刻打消返家念頭立刻趕到京城追去警告李翔軍隊與皇帝等人。在全城所有百姓張燈結綵以舞龍舞獅恭賀李翔所率領的部隊打贏勝仗，正當李翔向皇帝獻上單于的佩劍時，藏於暗處的單于突然現身奪回佩劍，埋伏在舞龍舞獅內的匈奴餘黨也一擁而上、挾持皇帝入宮中並鎖上宮門。單于強迫皇帝對自己臣服，否則就要殺掉他與京城的所有百姓，但皇帝表示無論暴徒如何猖狂自己決對不會低頭而平靜地拒絕。為了拯救皇帝的李翔、木蘭和扮成後宮嬪妃的阿寧、阿堯、金寶潛入宮中，成功地將單于的手下一一擊倒並順利救駕皇帝，可是李翔卻不敵單于的猛攻，就在單于即將殺掉李翔，木蘭及時向單于承認自己是製造雪崩讓匈奴軍隊全軍覆沒的無名小兵，憤怒的單于便將目標轉向木蘭，兩人在屋頂上展開最後決戰，最終在木須與蟋蟀幫忙下戰勝單于。隨後皇帝與木蘭會面用指謫的口氣列出她的所做的行為，但是卻拯救他本人與全城百姓而赦免她。然後不只皇帝與李翔等人向木蘭鞠躬，就連全城百姓對她下跪磕頭，因為這是最極高的榮譽，木蘭成為中國的巾幗英雄，皇帝送給木蘭一枚信物，象徵她的榮耀以及對中國的付出，同時將單于的劍贈與給木蘭足以證明她的英勇事蹟。原本打算要給木蘭擔任宰相，但木蘭為了見到父親而拒絕，道別皇帝與李翔等人之後在京城所有百姓歡呼下而離開京城回到故鄉。
木蘭回到家鄉並將皇帝賜予的物品獻給她的父親，表示這些都是要給花家光宗耀祖。但是花弧將這些物品丟在一旁、上前擁抱木蘭，表示自己的女兒就是花家的榮耀。皇帝鼓勵李翔說出他自己對她的感受來到木蘭家談話時，藉著還頭盔為由來見木蘭，並很高興的接受了晚餐的邀請。而花家的祖先們看到這一切，無奈地同意讓木須重新列為守護神職位，也為木蘭的榮耀而大肆慶祝活動一番。

#### 《花木兰2》
胜利抗击匈奴入侵一个月后，木兰和李翔准备完婚之际，突然接到皇帝的圣旨，要求他们护送三位公主下嫁契骨维持边疆和平，两人于是动身护驾。一路上两个人的浪漫关系开始变得紧张起来，两人对很多问题的看法非常不同。与此同时木须龙意识到，如果木兰跟李翔结婚就再也不需要自己当她的守护神，于是决定前去怂恿两人分手。此时木兰和李翔遭遇强盗袭击，李翔貌似因为保护木兰而遇害，让木兰悲痛不已。为了确保三位公主不违背她们自己的意志嫁人，木兰代替他们去跟契骨皇帝的长子结婚。李翔在袭击中捡回性命，他知道木兰要跟别人结婚，立马前去阻止两人成婚。最终木兰被假扮伟大的金龙的木须龙所救，三位公主重获自由顺利回到中国。最后李翔将军结合了自己和花家的祠堂牌位，这就代表了木须能够保有他在花家守护龙的地位，而木兰和李翔也顺利结为连理。

#### 《无敌破坏王2：大闹互联网》
据2017年D23博览会的消息，木兰和其他迪士尼公主亮相电影《无敌破坏王2：大闹互联网》。

#### 真人电影
刘亦菲在2020年同名真人电影中饰演花木兰一角。

### 《迪士尼公主》系列
木兰是面向小女生的跨媒体制作系列迪士尼公主的第八名正式成员。在孩子们看来，木兰象征着永不言败，不受性别角色与家庭和荣誉的重要性束缚的积极精神。电影中的这些概念更加符合传统中国文化价值观。在迪士尼公主官方网站中，木兰的小简历写道：“木兰是一位受人喜欢的女孩，一直都很勇敢、刚毅。在她的国家最需要帮助的时候，她把自己打扮成男人，勇敢奔赴战场。她用勇气和决心战胜了那些困苦的时日。”木兰虽是迪士尼公主系列的一员，却从不是传统意义上的正常公主，既不是国王或皇后的儿女，也没有嫁给王子成为王妃。她是该系列中第一位，也是迄今唯一一位东亚成员。

### 游览景点

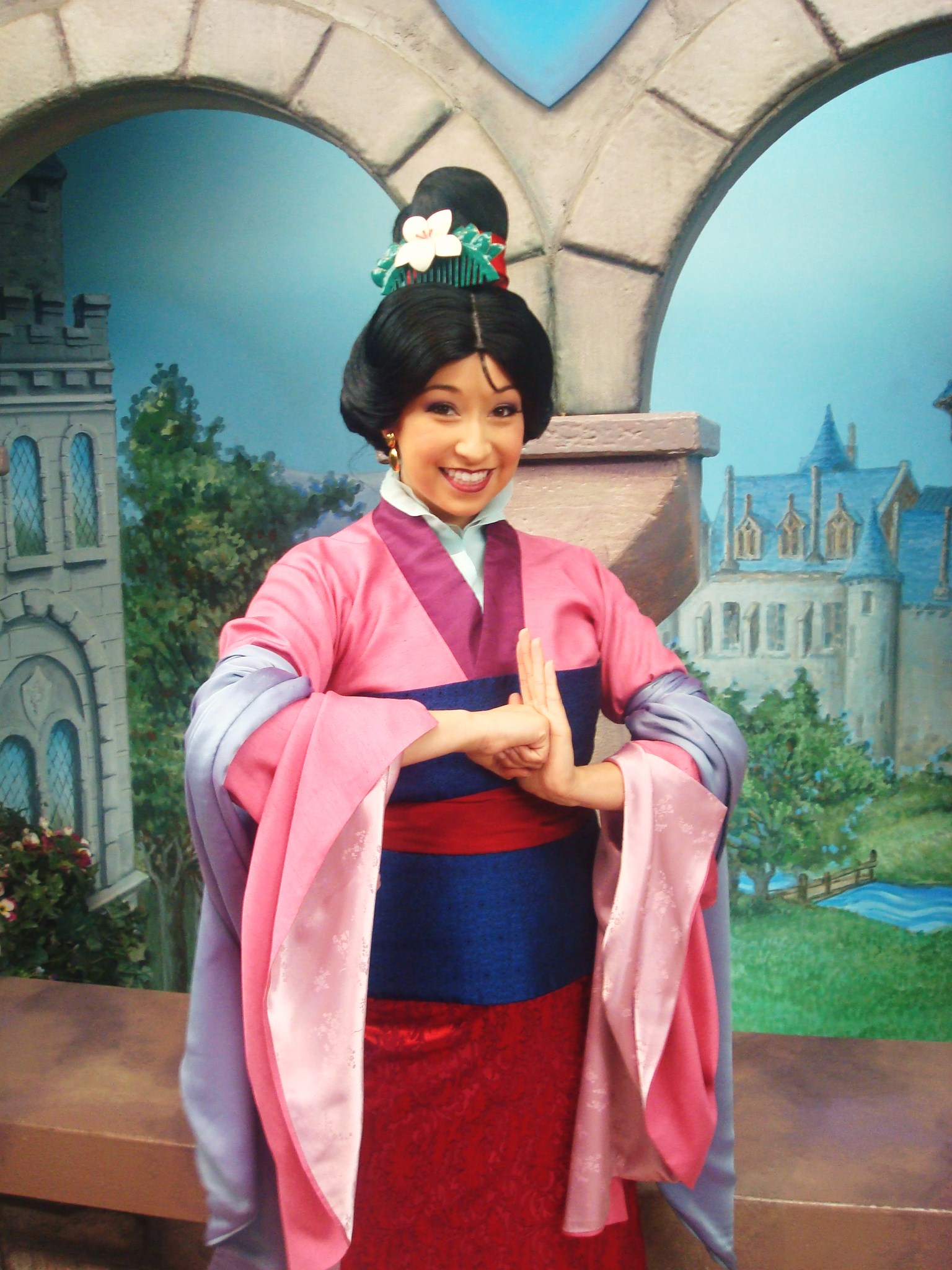
加州迪士尼度假区的木兰。

木兰经常出现在迪士尼乐园度假区的见面会、巡演和演唱中，包括艾波卡特的中国馆。香港迪士尼乐园的小小世界有木兰和以风筝形式出现的木须龙。木兰也出现在迪士尼公主奇幻童话村（Disney Princess Fantasy Faire Village），在幻想乐园剧院的全新常规演出《米奇与魔法地图》（Mickey and the Magical Map）中亮相。在上述的演出中，木兰与同为迪士尼公主的宝嘉康蒂和乐佩公主组成三人组表演。木兰与其他迪士尼公主的画像被挂在神奇王国的公主童话大厅，表示致敬。
在迪士尼邮轮和香港迪士尼乐园，木兰和李翔亮相舞台剧《金米奇》。花木兰也会在船上与游客见面。她还亮相迪士尼冰雪世界节目《公主经典》（Princess Classics）和《公主愿望》（Princess Wishes）。

### 节目
木兰曾客串電視動畫系列《米奇群英会》和非剧院首映作品《米奇魔力圣诞：冬日群英会》。按原本计划，木兰应和灰姑娘一起亮相定于2008年上线《迪士尼公主魔法故事》系列二DVD，但由于系列一销量惨淡，计划取消。
2014年8月，温明娜和莉亚·莎隆嘉在迪士尼频道节目《小公主蘇菲亞》中再度为木兰配音，是两人自《花木兰2》以来的首次回归。在《英雌救美》（Princesses to the Rescue）中，木兰在歌曲《Stronger Than They Know》中提到了索菲娅和她的朋友安珀（Amber）和阿君（Jun）。
在迪士尼电影《星光繼承者》中，木兰没有出场，但被黛安·杜安（Dianne Doan）扮演的木兰女儿朗妮（Lonnie）提到。

### 电子游戏
木兰是1999年12月发行的迪士尼互动工作室PlayStation独占动作游戏《迪士尼故事作坊：花木兰》的玩家角色。游戏剧情与电影版稍显不同，概念和前设上围绕玩家展开，“假定木兰踏上寻找失踪卷轴的旅程”。木兰也是游戏《迪士尼的花木兰》（Disney's Mulan）的玩家角色，这款类似的游戏于1998年10月10日由THQ为Game Boy发行。
《迪士尼无限3.0》宣布木兰为玩家角色。

#### 《王国之心》
木兰亮相史克威尔艾尼克斯与迪士尼合作电子游戏《王国之心II》的龙之大地世界中，由温明娜配音。木兰在战斗中取代唐老鸭或高飞辅助索拉，常规战斗中武器为“先祖之剑”，在木须龙的帮助可施放组合技红火箭及其他火攻击。在索拉首次造访龙之大地期间，木兰大多数时候和电影版的剧情一样化名花平，到了第二次造访时，木兰变回本尊，对付席格巴尔（Xigbar）和风暴骑士无心者（Storm Rider Heartless）。

## 评价和影响

### 专业评价
木兰的性格表征获得普遍好评。《Time Out》称木兰是“朝气蓬勃的年青人，超然活在男性占主导地位的世界”。《指南》的肯·福斯（Ken Fox）认为“木兰睿智、非常独立......一反社会对女性应该顺从服侍丈夫的社会期望”。《票房杂志》的布里奇特·伯恩（Bridget Byrne）指出，“木兰集自豪、魅力、精气神和美学的感染力于一身，这使得她不被所参与的激烈运动抢了风头”。《综艺》的陶德·麥卡錫称赞木兰启发“老气的迪士尼经典系列圈子转变被动的女主角得到卑鄙的贵族王子救助的旧有思维”。他认为，“在这里，女性不仅救了王子，还帮了处在遗忘之境、女性应遵守严格规定的异乡文化中的皇帝。”类似地，《辛辛那提消息报》的玛格丽特·麦格克（Margaret A. McGurk）赞扬木兰“解决了她在《魔鬼女大兵》中的困境，证明头脑比蛮力更有用”。《帝国杂志》的伊恩·弗里尔称木兰是“华特开通系列中最强大的女英雄”，“将脆弱和彪悍令人难以置信地捆扎在一起”。《奥斯汀纪事报》的霍利斯·查科纳（Hollis Chacona）将木兰标榜为“大获全胜的的主人公”。《洛杉矶时报》的肯尼斯·图兰有类似的看法：“作为一位无论如何都忠于自我的活泼叛逆者，木兰是优秀的女英雄，是非常渴望吸引年轻女性人群的迪士尼的完美选择”，同时称她是“比宝嘉康蒂更受欢迎和尊敬的模范”。
尽管好评如潮，木兰的特征还是引发了一些温和的批评和猜测，激起部分影评人作出一连串从中肯到正面的评价。《娱乐周刊》的欧文·格里伯曼写道：“比起《美女与野兽》或道德高尚的《风中奇缘》，《花木兰》非常不同，展示了一女子利用她的‘聪慧’证明大脑的力量完胜肌肉。”不过，他也认为，“由于女性主义被保留......情感上的追求被孤立，《花木兰》比迪士尼最好的作品差了一点”。《西雅图时报》的莫伊拉·麦克唐纳（Moira Macdonald）看法类似，认为木兰“不像她在迪士尼的许多同伴，是一个强大、迷人的角色，身处危险时不需要别人的帮忙”，但同时质疑她的个性：“给木兰套上自尊心问题真的有必要吗？因为似乎太自信太聪明，她悲伤地表示希望从镜子中看透自己的一些有价值的事情时，有点让人震惊”。
影评人的赞扬并不一致。《凤凰巢》的杰弗里·甘茨（Jeffrey Gantz）认为木兰这一角色非原创、不明确和西方化：“木兰相亲时的衣服（尤其是和服和帯）看上去是日本风格......给木兰美洲原住民风格，你就得到宝嘉康蒂”。类似地，《ReelViews》的詹姆斯·贝拉迪内利认为木兰的描述太“让人熟悉”，认为：“尽管她的外貌和爱丽儿、贝尔、茉莉公主和宝嘉康蒂很不同，木兰很明显那是那种人，那种坚强、独立，不愿意屈服于规定女性角色应具观赏性的文化习俗的女角色。电影在加强两性平等的思想上不是很巧妙” 。另外，部分影评人批评木兰粗暴，《卫报》亚历克斯·冯·滕泽尔曼就认为：“迪士尼竭力把木兰打造得既是杀手又是女英雄......确切地说，影片想走中庸之道，令木兰制造一场雪崩歼灭匈奴大军，带着一大堆烟火去调遣单于。这非常巧妙，但从技术层面来说仍然是杀手行为”。然而，冯·滕泽尔曼的总论更正面：“作为迪士尼女英雄，木兰很明显改善了无聊乏味的公主定式”。

#### 与李翔的关系
不像受到普遍好评的花木兰，木兰与李翔的恋爱关系受到大体负面的评价，引发影评人批评《花木兰》的结局是“男孩与女孩勾搭在一起”的传统套路。《芝加哥太阳报》的罗杰·伊伯特认为：“影片所传达了标准的女性主义赋权讯息：违抗媒人，打扮男儿，自选前程。然而自从木兰布克避免地牵在一起，影片就走了中庸之道，但大体上仍在推销西方爱情价值观”。《纽约时报》的珍妮特·马斯林批评“木兰拼尽全力反抗红娘，却仍陷入需要找另一半的童话”。
《Teen Ink》的影评认为木兰与李翔的恋爱关系是性别歧视：
|  | 木兰一直以来被标榜为女性主义迪士尼电影，因为它展现了一位年轻女性利用她的机智，骄傲和强烈的家庭荣誉感——同时伪装成名叫花平的男人，引领华夏取得胜利。尽管木兰（打扮成花平）获得了长官和战友的尊重，但一旦他们发现她的女儿身时，她的长官、潜在的恋人李翔失去了对她的尊重，甚至开始讨厌。“花平”的表现甚至比李翔还出色，但当李翔发现花平是女人时，他愚蠢的男性自大心开始产生作用。木兰被处以极刑，但她的命运最终由大男子主义的李翔主宰。木兰活下来的唯一理由，是李翔决定把她送回家。喔。为了加重这种伤害的侮辱性，影片结尾，李翔声称木兰是裁缝，来修复破碎的自我。虽然花木兰因几乎单枪匹马捍卫华夏（这次是以女性的身份），在紫禁城受到赞扬和欢迎，影片结尾处，观众仍觉得木兰不过是又一位长着男人脸的女性。木兰真正的成功不是抵御外敌入侵，不是，是嫁给了李翔。 |

（页面存档备份，存于）
共识媒体的贝茜·华莱士（Betsy Wallace）认为木兰“不符合公主的模样，大多数电影观众从未听说过她”。她最终认为，“结尾说她仍需要嫁给一位挽救了这些时日的‘白马王子’，真是太糟糕了”。《超然改编：论原著作品的激进转变》（Beyond Adaptation: Essays on Radical Transformations of Original Works）的作者董岚认为：“虽然木兰在恢复了女性化身后获得了成功......影片结尾处木兰和李翔订婚的暗示还是做出了妥协”。

### 文化意义与荣誉
木兰因在《花木兰》中的独特地位获得文化层面的认可，尤其是英雄色彩、种族及对爱情不感冒，有别于传统的迪士尼男女主角，因为她“挑战性别刻板印象，提供非公主中心的迪士尼动画体验”，“是迪士尼少有坚毅、自行驱动的女性角色”。《洛杉矶时报》的肯尼斯·图兰（Kenneth Turan）观察到，木兰在片中的角色“是一位自立、不完全使得男生倾慕的女角色，对于迪士尼来说有点新鲜”。《雅加达邮报》的莎拉·威尔（Sara Veal）认为，木兰“宣扬自立自强、决断力，对婚姻或恋爱不感兴趣......影片结尾她拯救了她的国家，而不是一份爱情协议”。继非白人迪士尼公主茉莉和宝嘉康蒂，木兰身为迪士尼首位东亚裔公主的特点助推迪士尼公主品牌多样化发展，将“描绘有色人种女性”的迪士尼公主带入其中。《滚石》的彼得·崔維斯认为木兰是精力充沛的前女性主义者：“她不想憨厚的长官李翔将军低头，这让李翔对木兰感到沮丧，让节目失色不少，但没有停滞”。《PopMatters》的杰西·哈森格（Jesse Hassenger）认为，不像迪士尼其他电影，“《花木兰》占据了女主角聪慧强大，而不是超级性感的优势”。Box Office Prophets的瑞安·马齐（Ryan Mazie）认为《花木兰》可能是最重要、思想最前卫的迪士尼公主电影，在那部电影中，女性角色完全可以主宰自己的命运，无需强大的王子的帮助。
2012年，有线新闻网的斯蒂芬妮·戈德伯格（Stephanie Goldberg）在一篇比较《勇敢傳說》的梅莉達与其他动画女主角的文章中，认为木兰是迄今为止迪士尼最勇敢最英勇的动画女主角：“木兰顶替父亲加入中国军队，改变了传统的性别角色。”佐治亚理工学院将木兰列入史上最伟大迪士尼角色榜单第14位。类似的，在2013年由IGN的吉姆·韦沃达（Jim Vejvoda）主持的票选中，木兰成为有史以来最伟大的迪士尼动画主角。
1999年，由木兰演绎的《花木兰》主题曲《自己》获第56届金球奖最佳原创歌曲提名，但最终输给了席琳·狄翁和安德烈·波伽利为《魔剑奇兵》演唱的主题曲《The Prayer》。《自我》一般被认为奠定了美国唱片艺人克莉絲汀·阿奎萊拉事业成功的基石。阿奎莱拉1999年发行她的铂金销量认证同名专辑前，曾翻唱了这首歌曲。这首翻唱歌曲在《公告牌》當代成人單曲榜的最高片名为19位。2011年，莎隆嘉获得迪士尼传奇奖表彰，纪念她为木兰的演唱配音的贡献。在颁奖典礼上，莎隆嘉现场翻唱了这首歌曲。溫明娜于2019年因为木兰配音，被提名迪士尼传奇奖。

### 再版设计争议
2013年，迪士尼公主重新设计木兰的形象。有别于木兰的电影形象，在再版设计中，木兰眼睛变成蓝色，嘴唇更大，皮肤明显变白，衣服有别于她的电影中的服装为金色。由于洗白，木兰的新形象引发轩然大波，尤其是因为木兰是少数的非白人公主。《SPARK Movement》的沙文·L·麦金斯特里（Shavon L. McKinstry）认为，木兰的再版形象“似乎与她电影中的个性和性格直接相反”，也指出所有有色人种公主在有再版形象的迪士尼新商品中或被明显推回，或被完全拆除在外。
麦金斯特里认为，迪士尼“倾向于描绘一位公主，同时疏远他们的粉丝群”，指出“品牌中的10位迪士尼公主有6位是白人的”。2009年，莎朗·海斯（Sharon Hayes）和史黛西·坦特列夫·邓恩（Stacey Tantleff-Dunn）两位医生研究了儿童卡通人物形象所产生的影响，结果认为木兰集及其他非白人公主有很重要的作用。研究调查了3到6岁的女孩，其中30.6%会受影响改变自己的容貌，如果可能的话；超一半人会改变发型，超四分之一的人会将发色或肤色改成公主的模样，例如将皮肤从棕色改成白色。受采访的对象主要是白人。
此后，迪士尼改变了花木兰形象的色彩，将眼睛颜色从高光蓝色改为棕色，同时肤色变暗，衣服变得更像电影中的服装。